# Pelekium subpinnatum
Pelekium subpinnatum är en bladmossart som beskrevs av Andries Touw 2001. Pelekium subpinnatum ingår i släktet Pelekium och familjen Thuidiaceae. Inga underarter finns listade i Catalogue of Life.